# 一千日圓紙幣
一千日圓紙幣，是現時流通的日本紙幣之一，面額1000日圓，為日本貨幣裡最小面值額的紙幣，由國立印刷局設計制造，日本銀行發行。當前發行幣為F號劵，該紙幣的正面圖案是北里柴三郎的肖像，他是一名獻身於傳染病血清療法研究的醫學家暨細菌學家。而背面圖案則顯示了江戶時代浮世繪畫家葛飾北斎作品《富嶽三十六景》之中的神奈川沖浪裏。
除現行的F號以外，尚有甲號劵、B號劵、C號劵、D號劵及E號券共計六種版本的千元劵。

## 甲號券
- 面額：千元（1,000円）
- 正面：日本武尊與建部神社
- 背面：彩紋
- 尺寸：縱向100mm、橫向172mm
- 發行起始日：1945年（昭和20年）8月17日[3]
- 發行終止日：1946年（昭和21年）3月2日
- 無效貨幣

第二次世界大戰結束後，為了遏止通貨膨脹而實施新圓切替政策前面額最高的紙幣。因為戰敗、物資極度缺乏等因素，在發行後極短的時間內就因為強烈的通貨膨脹而停止使用，總印製數8,100,000張，實際發行數不明。
本券在1946年3月2日停用後，在新幣（新円）緊急加印的空檔時以覆蓋印花貼紙的方式作為新貨幣的臨時代用券流通，隨著新幣的發行量增加，代用券也在1946年10月左右失效。由於面額極大、發行時間短、且曾被作為其他用途使用，現存於世的原始紙幣並不多，其面額若以當前（2014年）日幣幣值計算，大約相當於180萬日幣。

## B號券
- 面額：千元（1,000円）
- 正面：聖德太子
- 背面：法隆寺夢殿
- 尺寸：縱向76mm、橫向164mm[4]
- 發行起始日：1950年（昭和25年）1月7日[4]
- 發行終止日：1965年（昭和40年）1月4日[5]
- 有效貨幣

為抑制通貨膨脹而啟用的新幣，第一批新幣（A号券）並未有千元鈔，最大面額為百元鈔。隨著發行量的增加，更大面額紙幣的需求也逐漸增加，且受限於發行當下的時間、材料等因素，A號券的工藝較為粗糙，使得偽鈔橫行，因此B千元券作為B號劵的先鋒，在1950年開始發行。
本券首度引入浮水印技術與流水號系統進行防偽，正面千円字樣下方印有「日本銀行」的羅馬拼音與櫻花圖案的浮水印；流水號系統以開頭1或2位英文字母+6位數字+1位英文字母的模式進行編碼（例：A123456B或AB123456C），此系統亦沿用至今。

## C號券
- 面額：千元（1,000円）
- 正面：伊藤博文[6]
- 背面：日本银行
- 尺寸：縱向76mm、橫向164mm[6]
- 發行起始日：1963年（昭和38年）11月1日[6]
- 發行終止日：1986年（昭和61年）1月4日[5]
- 有效貨幣

為了應對日益增加的B號券偽造案而發行的新幣。本劵將文字浮水印改為更難偽造的人物肖像浮水印，並沿用至今。
初期流水號為黑色，隨著129億6千萬個編號用完，在1976年4月起將流水號碼的顏色改為青色以利於辨識重複的編號。

## D號券
- 面額：千元（1,000円）
- 正面：夏目漱石[8]
- 背面：丹頂鶴
- 尺寸：縱向76mm、橫向150mm[8]
- 發行起始日：1984年（昭和59年）11月1日[8]
- 發行終止日：2007年（平成19年）4月2日[5]
- 有效貨幣

為了替換使用已久的C號券而發行，設計時考量使用上的方便將長度縮減了14mm，其後的E號券亦沿用了此設計。自本型券開始，人物部分改採文化人（藝術家、文學家、學者等）肖像，千元幣選用知名小說家夏目漱石。
本券同C號券，每一次流水號編號用盡時就會變更流水號的印刷顏色，最初為黑色，1990年11月1日起改為青色，1993年12月1日改為褐色，2000年4月3日再改為暗綠色。自褐色编号版本起採用了更多防偽技術，例如微型文字、變色墨水等等。其中最後發行的暗綠色編號紙幣，隨著權責單位的改組而有大藏省印刷局（2000年4月3日起）、財務省印刷局（2001年5月14日起）、國立印刷局（2003年7月1日起）三種印製單位的差異。

## E號券
- 面額：千元（1,000円）
- 正面：野口英世[14]
- 背面：富士山、逆富士與櫻花[14]
- 尺寸：縱向76mm、橫向150mm[14]
- 發行起始日：2004年（平成16年）11月1日[14]
- 發行中（停止印製，等待庫存發行完畢）
- 有效貨幣

正面圖案為野口英世的肖像，他是一名獻身於黃熱病研究的細菌學家。背面的富士山採用了知名攝影師岡田紅陽的作品「湖畔之春」（湖畔の春），岡田紅陽以拍攝山嶽、風景著名，「湖畔の春」是在山梨縣的本栖湖拍攝，本栖湖平靜無波的湖面提供了類似鏡面的效果，完整倒影了富士山，形成舉世聞名的「逆富士」。與同樣採用此作品的D五千元券不同的是，本券以櫻花取代了D號五千元券左下角的松樹。
經過D二千元券的試驗，本型券採用了更多的防偽技術，除變色墨水以外，D二千元券使用的技術都繼續沿用，並新增了條型水印技術（人物肖像的旁邊依面額會有不同數量的長條狀水印）、會依觀看角度顯示不同字樣的金屬防偽片、微型文字再追加了（「日本」的片假名）三字等等，發行印信的部分也使用了特殊墨水，若以紫外線光照射就會變色。與前兩型券相同，初始流水編號為黑色印刷，2011年7月19日起改為褐色。因原本的129億種流水號組合即將用完，2019年3月起印刷的千元券流水號變更為紺色。

## F號券
- 面額：千元（1,000円）
- 正面：北里柴三郎[19]
- 背面：葛飾北齋的「神奈川沖浪裏」[19]
- 尺寸：縱向76mm、橫向150mm[19]
- 發行起始日：2024年（令和6年）7月3日[20]
- 發行中
- 有效貨幣

2019年4月9日，日本副總理暨財務大臣麻生太郎於記者會上公佈新款日本銀行券的設計，其中一千元紙鈔上的人物與E號券一樣為醫學學者，採用確立血清療法的知名醫學家、細菌學家北里柴三郎（北里 柴三郎）；背面為浮世繪畫家葛飾北齋著名作品《富嶽三十六景》的「神奈川沖浪裏」。為便於外籍人士快速辨識，紙幣的面額數字仿照歐元紙鈔加大。新款紙鈔於2024年7月3日發行。
在防偽技術方面，F號券引入了新的全像圖案技術，利用全息攝影的原理，在紙鈔正面的左下角以全息圖像的方式將人物肖像印製在金屬防偽片上，隨觀察角度不同，肖像的角度會有對應的變化，此外還會顯現出櫻花等圖樣。浮水印的部分也作了加強，通過改進的造紙工藝，在常規的肖像水印的後方增加了細密的菱形背景紋路。過往使用的防偽技術也依然沿用，比如微型文字、發光油墨等等，只是數量上相比E號券較為削減，比如以凹版印製的微型文字削減到只有六處。發行銀行文字則由原本使用的「NIPPON GINKO」改為「BANK OF JAPAN」，流水號則由8位數字改為9位數字，格式為「AA000001AA」。
為提高視障人士的辨識度，在紙鈔正面的右上角與左下角均有以深凹版印刷的11條斜線圖樣；此外，由於浮水印圖案需要覆蓋一層透明保護膜，為了更容易與其他面額的紙鈔區分，F號一千元券的防護膜特意設計成橢圓形，以和其他紙鈔作出明顯區分。
尺寸方面沒有變更，以免因為自動機器（如自動售貨機、自動收銀機、自動櫃員機等等）的修改消耗大量社會成本；同時也是因為如此，才會提前五年宣布改版，給自動機器的修改留出足夠的時間。

## 未發行券
- （日本武尊）：工藝太粗糙而被放棄。
- A千圓券（1945年：伐折羅大將像）：GHQ（盟軍最高司令官總司令部）認為可能會助長通货膨胀而阻止發行。
- A千圓券（1946年：日本武尊與建部大社）：使用與甲號卷一樣的圖繪，變更部分樣式並加上作為新幣標示的天平雲與櫻花的圖樣。儘管已獲得GHQ的同意，但是助長通膨的疑慮以及幣面上「日本銀行兌換券」的字樣問題，最後仍未發行[24]。

## 浮水印

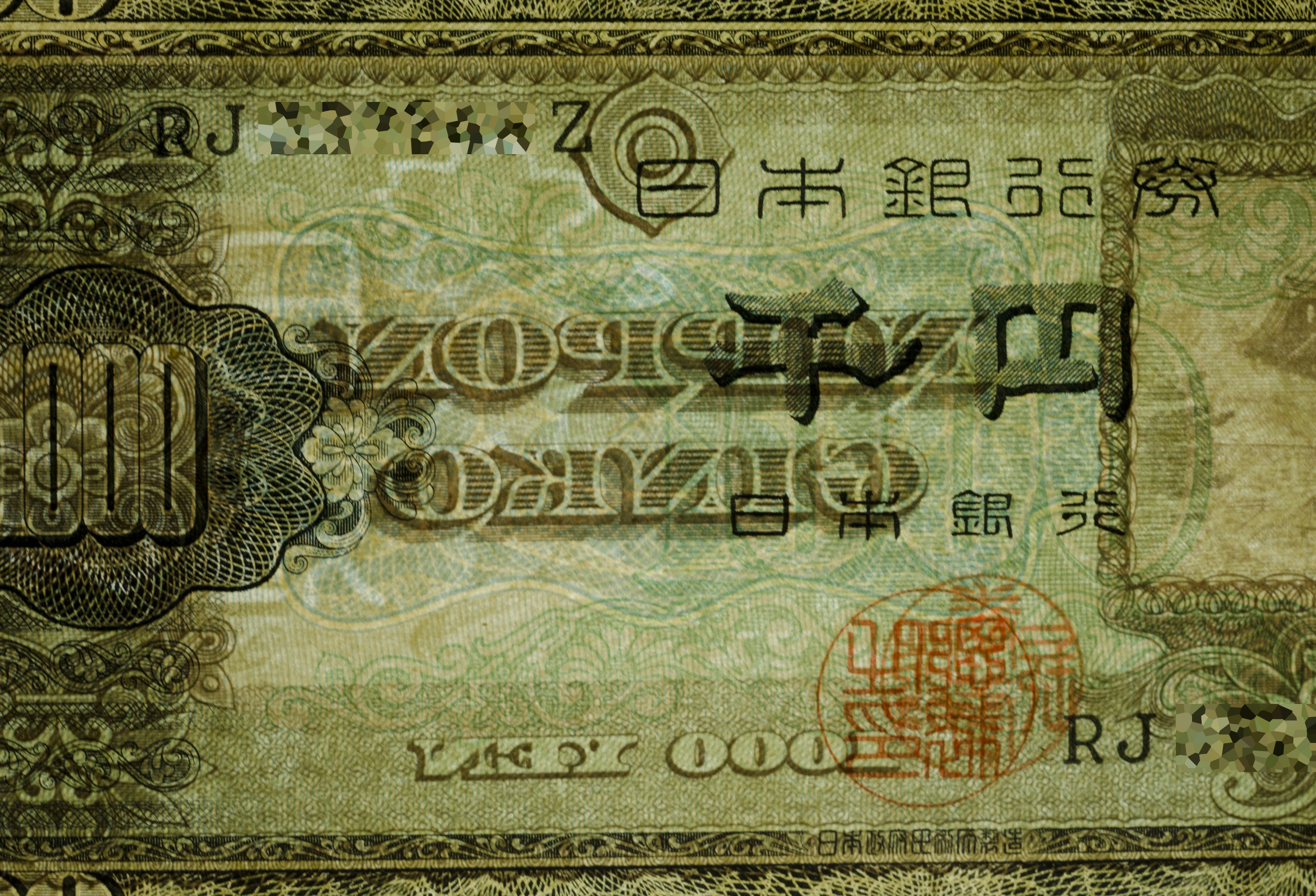
B號券：日銀字樣與櫻花
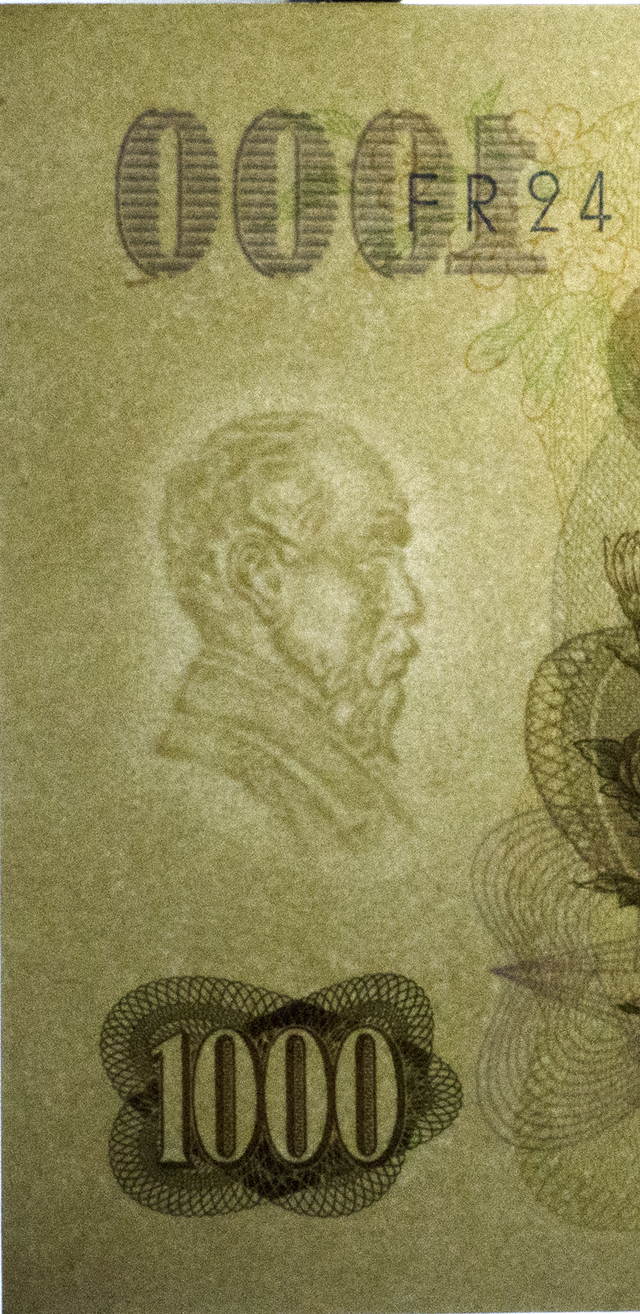
C號券：伊藤博文肖像
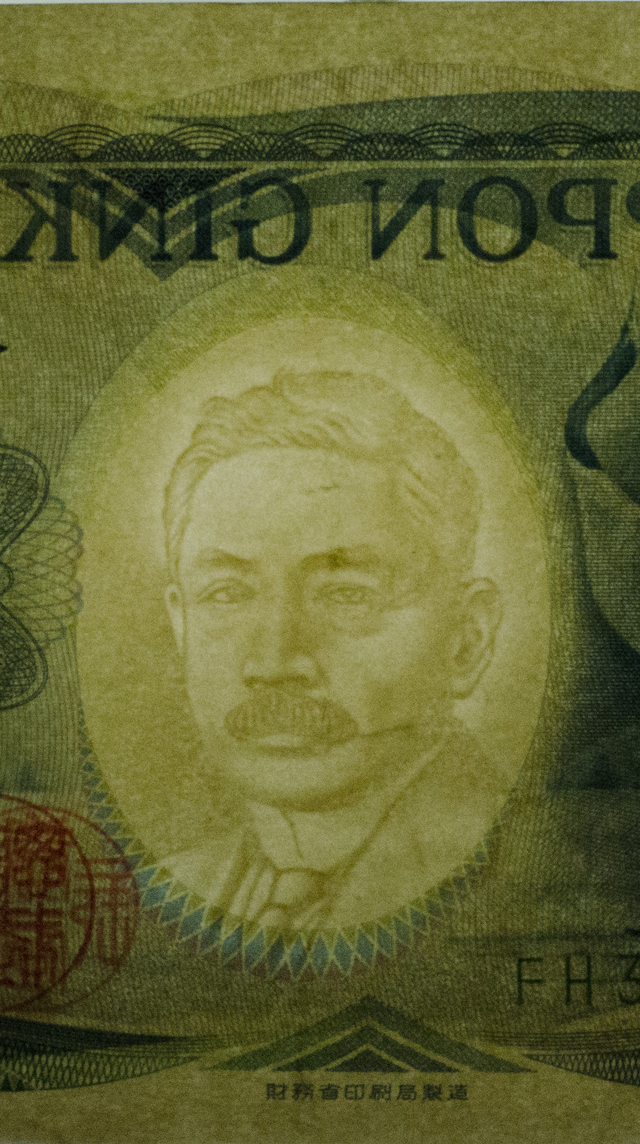
D號券：夏目漱石肖像

## 其他相關
- 在自動販賣機等自動機械中，千元鈔通常是唯一可以使用的紙幣。
- 因為磨損等因素，市面流通的千元鈔通常只能使用1~2年就必須汰換。